# FA Cup 1911/12

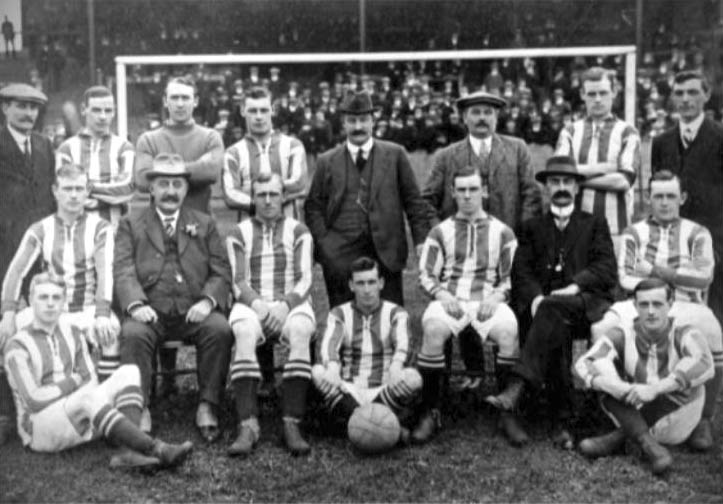
Das unterlegene Finalteam von West Bromwich Albion im Jahr 1912.

Der FA Cup 1911/12 war die 41. Austragung des The Football Association Challenge Cup (meist als FA Cup bekannt).
Der Pokalwettbewerb startete mit der Qualifikation zwischen dem 9. September 1911 und dem 7. Dezember 1911. Die Hauptrunde begann anschließend ab dem 13. Januar 1912 und endete mit den beiden Finalspielen im Crystal Palace in London am 20. April 1912 und an der Bramall Lane in Sheffield am 24. April 1912 vor einer Kulisse von offiziell 54.434 Zuschauern (bzw. 38.555 im Wiederholungsspiel). Sieger des Wettbewerbs wurde zum ersten Mal der FC Barnsley. Unterlegener Finalist war West Bromwich Albion.

## Wettbewerb

### Erste Hauptrunde
| Datum           |                      | Ergebnis |                         |
| --------------- | -------------------- | -------- | ----------------------- |
| 13. Januar 1912 | Aston Villa          | 6:0      | FC Walsall              |
| 13. Januar 1912 | Birmingham City      | 0:0      | FC Barnsley             |
| 13. Januar 1912 | Blackburn Rovers     | 4:1      | Norwich City            |
| 13. Januar 1912 | Bolton Wanderers     | 1:0      | Woolwich Arsenal        |
| 13. Januar 1912 | FC Brentford         | 0:0      | Crystal Palace          |
| 13. Januar 1912 | Bristol Rovers       | 1:2      | FC Portsmouth           |
| 13. Januar 1912 | FC Bury              | 2:1      | FC Millwall             |
| 13. Januar 1912 | FC Chelsea           | 1:0      | Sheffield United        |
| 13. Januar 1912 | Clapton Orient       | 1:2      | FC Everton              |
| 13. Januar 1912 | Crewe Alexandra      | 1:1      | FC Blackpool            |
| 13. Januar 1912 | Croydon Common       | 2:2      | Leicester Fosse         |
| 13. Januar 1912 | FC Darlington        | 2:1      | Brighton & Hove Albion  |
| 13. Januar 1912 | Derby County         | 3:0      | Newcastle United        |
| 13. Januar 1912 | FC Fulham            | 2:1      | FC Burnley              |
| 13. Januar 1912 | Leeds City           | 1:0      | FC Glossop              |
| 13. Januar 1912 | Lincoln City         | 2:0      | Stockport County        |
| 13. Januar 1912 | FC Liverpool         | 1:0      | FC Leyton               |
| 13. Januar 1912 | Luton Town           | 2:4      | Notts County            |
| 13. Januar 1912 | Manchester United    | 3:1      | Huddersfield Town       |
| 13. Januar 1912 | FC Middlesbrough     | 0:0      | The Wednesday           |
| 13. Januar 1912 | Northampton Town     | 1:0      | Bristol City            |
| 13. Januar 1912 | Nottingham Forest    | 0:1      | Bradford Park Avenue    |
| 13. Januar 1912 | Oldham Athletic      | 1:1      | Hull City               |
| 13. Januar 1912 | Preston North End    | 0:1      | Manchester City         |
| 13. Januar 1912 | Queens Park Rangers  | 0:0      | Bradford City           |
| 13. Januar 1912 | FC Southampton       | 0:2      | Coventry City           |
| 13. Januar 1912 | Southport Central    | 0:2      | FC Reading              |
| 13. Januar 1912 | AFC Sunderland       | 3:1      | Plymouth Argyle         |
| 13. Januar 1912 | Swindon Town         | 5:0      | Sutton Junction         |
| 13. Januar 1912 | FC Watford           | 0:0      | Wolverhampton Wanderers |
| 13. Januar 1912 | West Bromwich Albion | 3:0      | Tottenham Hotspur       |
| 13. Januar 1912 | West Ham United      | 2:1      | Gainsborough Trinity    |

#### Wiederholungsspiele
| Datum           |                         | Ergebnis |                     |
| --------------- | ----------------------- | -------- | ------------------- |
| 16. Januar 1912 | Hull City               | 0:1      | Oldham Athletic     |
| 17. Januar 1912 | Crystal Palace          | 4:0      | FC Brentford        |
| 18. Januar 1912 | Bradford City           | 4:0      | Queens Park Rangers |
| 22. Januar 1912 | FC Barnsley             | 3:0      | Birmingham City     |
| 22. Januar 1912 | FC Blackpool            | 2:2      | Crewe Alexandra     |
| 22. Januar 1912 | Leicester Fosse         | 6:1      | Croydon Common      |
| 24. Januar 1912 | Wolverhampton Wanderers | 10:0     | FC Watford          |
| 25. Januar 1912 | Crewe Alexandra         | 1:2      | FC Blackpool        |
| 25. Januar 1912 | The Wednesday           | 1:2      | FC Middlesbrough    |

### Zweite Hauptrunde
| Datum           |                         | Ergebnis |                      |
| --------------- | ----------------------- | -------- | -------------------- |
| 3. Februar 1912 | Aston Villa             | 1:1      | FC Reading           |
| 3. Februar 1912 | FC Barnsley             | 1:0      | Leicester Fosse      |
| 3. Februar 1912 | Bolton Wanderers        | 1:0      | FC Blackpool         |
| 3. Februar 1912 | Bradford City           | 2:0      | FC Chelsea           |
| 3. Februar 1912 | Bradford Park Avenue    | 2:0      | FC Portsmouth        |
| 3. Februar 1912 | Coventry City           | 1:5      | Manchester United    |
| 3. Februar 1912 | Crystal Palace          | 0:0      | AFC Sunderland       |
| 3. Februar 1912 | FC Darlington           | 1:1      | Northampton Town     |
| 3. Februar 1912 | Derby County            | 1:2      | Blackburn Rovers     |
| 3. Februar 1912 | FC Everton              | 1:1      | FC Bury              |
| 3. Februar 1912 | FC Fulham               | 3:0      | FC Liverpool         |
| 3. Februar 1912 | Leeds City              | 0:1      | West Bromwich Albion |
| 3. Februar 1912 | Manchester City         | 0:1      | Oldham Athletic      |
| 3. Februar 1912 | Swindon Town            | 2:0      | Notts County         |
| 3. Februar 1912 | Wolverhampton Wanderers | 2:1      | Lincoln City         |

#### Wiederholungsspiele
| Datum           |                  | Ergebnis |                  |
| --------------- | ---------------- | -------- | ---------------- |
| 7. Februar 1912 | FC Reading       | 1:0      | Aston Villa      |
| 7. Februar 1912 | AFC Sunderland   | 1:0      | Crystal Palace   |
| 8. Februar 1912 | FC Everton       | 6:0      | FC Bury          |
| 8. Februar 1912 | Northampton Town | 2:0      | FC Darlington    |
| 8. Februar 1912 | West Ham United  | 2:1      | FC Middlesbrough |

### Dritte Hauptrunde
| Datum            |                      | Ergebnis |                         |
| ---------------- | -------------------- | -------- | ----------------------- |
| 24. Februar 1912 | Blackburn Rovers     | 3:2      | Wolverhampton Wanderers |
| 24. Februar 1912 | Bolton Wanderers     | 1:2      | FC Barnsley             |
| 24. Februar 1912 | Bradford Park Avenue | 0:1      | Bradford City           |
| 24. Februar 1912 | FC Fulham            | 2:1      | Northampton Town        |
| 24. Februar 1912 | Oldham Athletic      | 0:2      | FC Everton              |
| 24. Februar 1912 | FC Reading           | 1:1      | Manchester United       |
| 24. Februar 1912 | AFC Sunderland       | 1:2      | West Bromwich Albion    |
| 24. Februar 1912 | West Ham United      | 1:1      | Swindon Town            |

#### Wiederholungsspiele
| Datum            |                   | Ergebnis |                 |
| ---------------- | ----------------- | -------- | --------------- |
| 28. Februar 1912 | Swindon Town      | 4:0      | West Ham United |
| 29. Februar 1912 | Manchester United | 3:0      | FC Reading      |

### Vierte Hauptrunde
| Datum        |                      | Ergebnis |                  |
| ------------ | -------------------- | -------- | ---------------- |
| 9. März 1912 | FC Barnsley          | 0:0      | Bradford City    |
| 9. März 1912 | Manchester United    | 1:1      | Blackburn Rovers |
| 9. März 1912 | Swindon Town         | 2:1      | FC Everton       |
| 9. März 1912 | West Bromwich Albion | 3:0      | FC Fulham        |

#### Wiederholungsspiele
| Datum         |                  | Ergebnis |                   |
| ------------- | ---------------- | -------- | ----------------- |
| 13. März 1912 | Bradford City    | 0:0      | FC Barnsley       |
| 14. März 1912 | Blackburn Rovers | 4:2      | Manchester United |
| 18. März 1912 | FC Barnsley      | 0:0      | Bradford City     |
| 21. März 1912 | FC Barnsley      | 3:2      | Bradford City     |

### Halbfinale
Die ersten beiden Spiele wurden am 30. März 1912 und die Wiederholungsspiele am 3. April 1912 ausgetragen.
|                  | Ergebnis |                      | Ort       |
| ---------------- | -------- | -------------------- | --------- |
| FC Barnsley      | 0:0      | Swindon Town         | London    |
| Blackburn Rovers | 0:0      | West Bromwich Albion | Liverpool |

#### Wiederholungsspiele
|                      | Ergebnis |                  | Ort        |
| -------------------- | -------- | ---------------- | ---------- |
| FC Barnsley          | 1:0      | Swindon Town     | Nottingham |
| West Bromwich Albion | 1:0      | Blackburn Rovers | Sheffield  |

### Finale
| FC Barnsley                                        | FC Barnsley | West Bromwich Albion | West Bromwich Albion |
| -------------------------------------------------- | --- | --- | -------------------- |
| FC Barnsley                                        | \| Finale \| \| Samstag, 20. April 1912 in London (Crystal Palace) \| \| Ergebnis: 0:0 \| \| Zuschauer: 54.434 \| \| Schiedsrichter: Dicky Schumacher \| \| Spielbericht \|                           | \| Finale \| \| Samstag, 20. April 1912 in London (Crystal Palace) \| \| Ergebnis: 0:0 \| \| Zuschauer: 54.434 \| \| Schiedsrichter: Dicky Schumacher \| \| Spielbericht \|               | West Bromwich Albion |
| FC Barnsley                                        | Jack Cooper – Dickie Downs, Archie Taylor – Bob Glendenning, Philip Bratley, George Utley – Wilf Bartrop, Harry Tufnell, George Lillycrop, George Travers, Jimmy Moore Cheftrainer: Arthur Fairclough | Hubert Pearson – Arthur Cook, Jesse Pennington – George Baddeley, Fred Buck, Bobby McNeal – Claude Jephcott, Harry Wright, Bob Pailor, Sid Bowser, Ben Shearman Cheftrainer: Fred Everiss | West Bromwich Albion |
| Finale                                             | | |                      |
| Samstag, 20. April 1912 in London (Crystal Palace) | | |                      |
| Ergebnis: 0:0                                      | | |                      |
| Zuschauer: 54.434                                  | | |                      |
| Schiedsrichter: Dicky Schumacher                   | | |                      |
| Spielbericht                                       | | |                      |

| FC Barnsley                                          | FC Barnsley | West Bromwich Albion | West Bromwich Albion |
| ---------------------------------------------------- | --- | --- | -------------------- |
| FC Barnsley                                          | \| Finale (Wiederholungsspiel) \| \| Mittwoch, 24. April 1912 in Sheffield (Bramall Lane) \| \| Ergebnis: 1:0 n. V. \| \| Zuschauer: 38.555 \| \| Schiedsrichter: Dicky Schumacher \| \| Spielbericht \| | \| Finale (Wiederholungsspiel) \| \| Mittwoch, 24. April 1912 in Sheffield (Bramall Lane) \| \| Ergebnis: 1:0 n. V. \| \| Zuschauer: 38.555 \| \| Schiedsrichter: Dicky Schumacher \| \| Spielbericht \| | West Bromwich Albion |
| FC Barnsley                                          | Jack Cooper – Dickie Downs, Archie Taylor – Bob Glendenning, Philip Bratley, George Utley – Wilf Bartrop, Harry Tufnell, George Lillycrop, George Travers, Jimmy Moore Cheftrainer: Arthur Fairclough    | Hubert Pearson – Arthur Cook, Jesse Pennington – George Baddeley, Fred Buck, Bobby McNeal – Claude Jephcott, Harry Wright, Bob Pailor, Sid Bowser, Ben Shearman Cheftrainer: Fred Everiss                | West Bromwich Albion |
| FC Barnsley                                          | 1:0 Harry Tufnell (118.) | | West Bromwich Albion |
| Finale (Wiederholungsspiel)                          | | |                      |
| Mittwoch, 24. April 1912 in Sheffield (Bramall Lane) | | |                      |
| Ergebnis: 1:0 n. V.                                  | | |                      |
| Zuschauer: 38.555                                    | | |                      |
| Schiedsrichter: Dicky Schumacher                     | | |                      |
| Spielbericht                                         | | |                      |